# Pogoniulus simplex
Pogoniulus simplex е вид птица от семейство Lybiidae.

## Разпространение
Видът е разпространен в Кения, Малави, Мозамбик и Танзания.